# Saint-Céré
Saint-Céré é uma comuna francesa na região administrativa de Occitânia, no departamento de Lot. Estende-se por uma área de 11,33 km². Em 2010 a comuna tinha 3 641 habitantes (densidade: 321,4 hab./km²).